# 會津坂下町
會津坂下町（日语：／ Aizubange machi */?）是位于福島縣河沼郡的一町。